# Herman Hołowiński
Herman Hołowiński  herbu Kostrowiec Odmienny (ur. 1788, zm. w sierpniu 1852 w Kamieńcu Podolskim i tam pochowany) – polski arystokrata. Rezydował w Steblowie nad rzeką Roś. Marszałek szlachty powiatu bohusławskiego, „zasidatiel” Głównego Kijowskiego Sądu (1szy Departament).

## Życiorys
Syn Onufrego, miecznika czernihowskiego, marszałka powiatu kijowskiego i Heleny z Krzywych Sosen Krajewskiej. Bibliofil, zebrał liczną kolekcję manuskryptów, druków i sztychów. Kolekcjonował Biblie.
Ożeniony 5 września 1811 z Emilią Boreyko (1794-1841) w Pikowie. Przyjaciel Ignacego Hołowińskiego – arcybiskupa mohylewskiego i pisarza Aleksandra hrabiego Fredry, z którym utrzymywał liczną korespondencję. Na zaproszenie Hermana Hołowińskiego Adam Mickiewicz odwiedził Steblów 9 lutego 1825. Przy okazji poświęcił Emilii z Boreyków Hołowińskiej poemat pt. „Podróżni”. Ponadto wizyta steblowska została upamiętniona w IV księdze Pana Tadeusza. Spotkanie to opisał Michał Rolle a przeanalizował Michał Witkowski.
Po śmierci żony, Herman Hołowiński sprzedał dobra steblowskie bratankowi Zenonowi Hołowińskiemu, a sam w 1847 roku zakupił dom w Kamieńcu Podolskim.
Steblowskie kolekcje i bibliotekę przejął około roku 1844 Konstanty Podwysocki (mąż Anny Podwysockiej, córki Hermana) i umieścił w swoim domu w Rychtach na Podolu. Później zostały one w części nabyte przez Jana Kantego Działyńskiego i zasiliły Bibliotekę Kórnicką.